# Hutun
Hutun (kinesiska: 胡屯乡, 胡屯) är en socken i Kina. Den ligger i provinsen Shandong, i den östra delen av landet, omkring 69 kilometer väster om provinshuvudstaden Jinan.
Genomsnittlig årsnederbörd är 800 millimeter. Den regnigaste månaden är juli, med i genomsnitt 287 mm nederbörd, och den torraste är januari, med 5 mm nederbörd.